# Artem Morozow
Artem Morozow (ukr. Артем Морозов; ur. 29 lutego 1980 w Chersoniu) – ukraiński wioślarz.

## Osiągnięcia
- Mistrzostwa świata juniorów – Linz 1998 – czwórka podwójna – 8. miejsce.
- Mistrzostwa świata U-23 – Hazewinkel 2006 – ósemka – 9. miejsce.
- Mistrzostwa świata – Eton 2006 – ósemka – 16. miejsce.
- Mistrzostwa Europy – Ateny 2008 – dwójka podwójna – 3. miejsce.
- Mistrzostwa świata – Poznań 2009 – dwójka podwójna – 9. miejsce.
- Mistrzostwa Europy – Brześć 2009 – dwójka podwójna – 4. miejsce.
- Mistrzostwa Europy – Montemor-o-Velho 2010 – dwójka podwójna – 10. miejsce.
- Mistrzostwa Europy – Belgrad 2014 – czwórka podwójna – 1. miejsce.
- Mistrzostwa świata – Amsterdam 2014 – czwórka podwójna – 1. miejsce.